# Amoskeag Manufacturing Company
L'Amoskeag Manufacturing Company était une immense manufacture textile située à Manchester dans le New Hampshire aux États-Unis. Créée en 1831 et fermée la veille de noël en 1935, elle était le plus grand centre de production de toiles en coton et de denim du continent américain. Son déclin est notamment dû à la concurrence dans le premier quart du XXe siècle par les filatures du sud telle que celles de la famille Cone.
Le nom de la société provient des chutes d'eau du Merrimack, cours d'eau traversant la ville de Manchester.

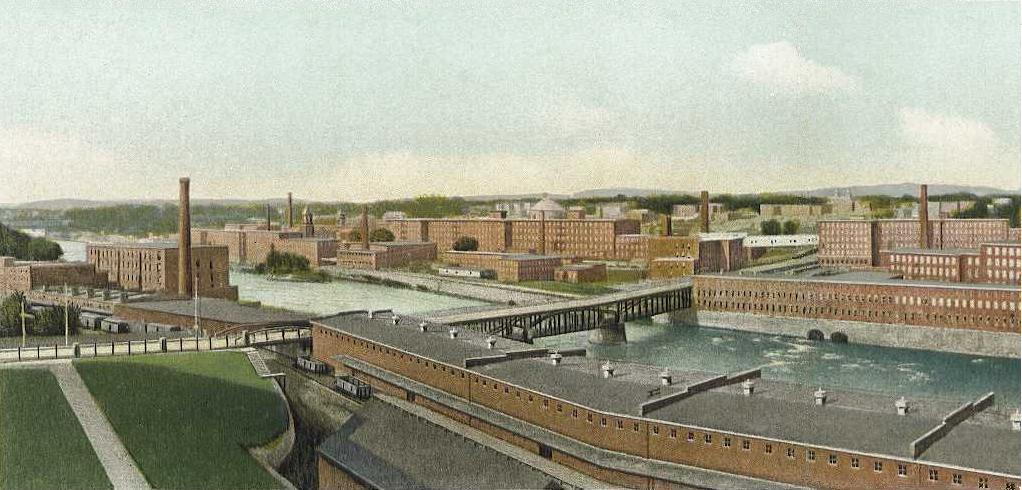
Les bâtiments de l'Amoskeag Manufacturing Company, en 1911